# روزا (كتاب للأطفال)
روزا هو كتاب مصور للأطفال كتبه الشاعرة والناشطة والمعلمة نيكي جيوفاني وقام برسمه بريان كولير.  سيرة ذاتية للناشطة الأمريكية الأفريقية في مجال الحقوق المدنية روزا باركس، حُول الكتاب إلى فيلم في عام 2007 بواسطة ويستون وودز ستوديوز، إنك، رواه المؤلف.
كانت جيوفاني أول من حصل على جائزة روزا إل. باركس للمرأة الشجاعة من مركز قانون الفقر الجنوبي  وكانت تعرف باركس شخصيًا من خلال مشاركتها في نشاط الحقوق المدنية .  نُشرت رواية روزا في أكتوبر 2005، احتفالاً بالذكرى الخمسين لاعتقال روزا باركس التاريخي ومقاطعة حافلات مونتغومري. توفيت باركس لأسباب طبيعية في وقت لاحق من ذلك الشهر عن عمر يناهز 92 عامًا.

## الجوائز
فازت رواية روزا بجائزة كوريتا سكوت كينغ للرسامين  وحصلت على جائزة كتاب شرف كالديكوت في عام 2006. 